# Muntžak malý
Muntžak malý (Muntiacus reevesi) je drobný jelenovitý savec z rodu muntžaků, který se přirozeně nachází na území Číny a Tchaj-wanu. Později byl také zavlečen na území Holandska, jižní Anglie, centrální Anglie a východního Walesu.

## Popis
V dospělosti dorůstá délky 0,95 m o váze mezi 10 až 18 kg. Samci mají na hlavách malé parohy.
Je hnědý.

## Chov v zoo
V rámci Evropy byl tento druh v prosinci 2019 chován přibližně ve 180 zoo. V Česku se ke konci roku 2018 v rámci Unie českých a slovenských zoologických zahrad jednalo o pět zoo:
- Zoo Liberec
- Zoo Ostrava
- Zoo Plzeň
- Zoo Praha
- Zoo Ústí nad Labem

V minulosti byl muntžak malý chován také v Zoo Děčín, Zoo Olomouc, Zoo Chleby či Zooparku Zájezd.
Na Slovensku je chován v Zoo Bojnice a Zoo Bratislava.

### Chov v Zoo Praha
Chov tohoto druhu započal v roce 2005, kdy byl dovezen první jedinec ze Zoo Plzeň. Ke konci roku 2018 byl chován samec a tři samice. Chovný samec se narodil v Hamburku. V listopadu 2019 se narodilo mládě.

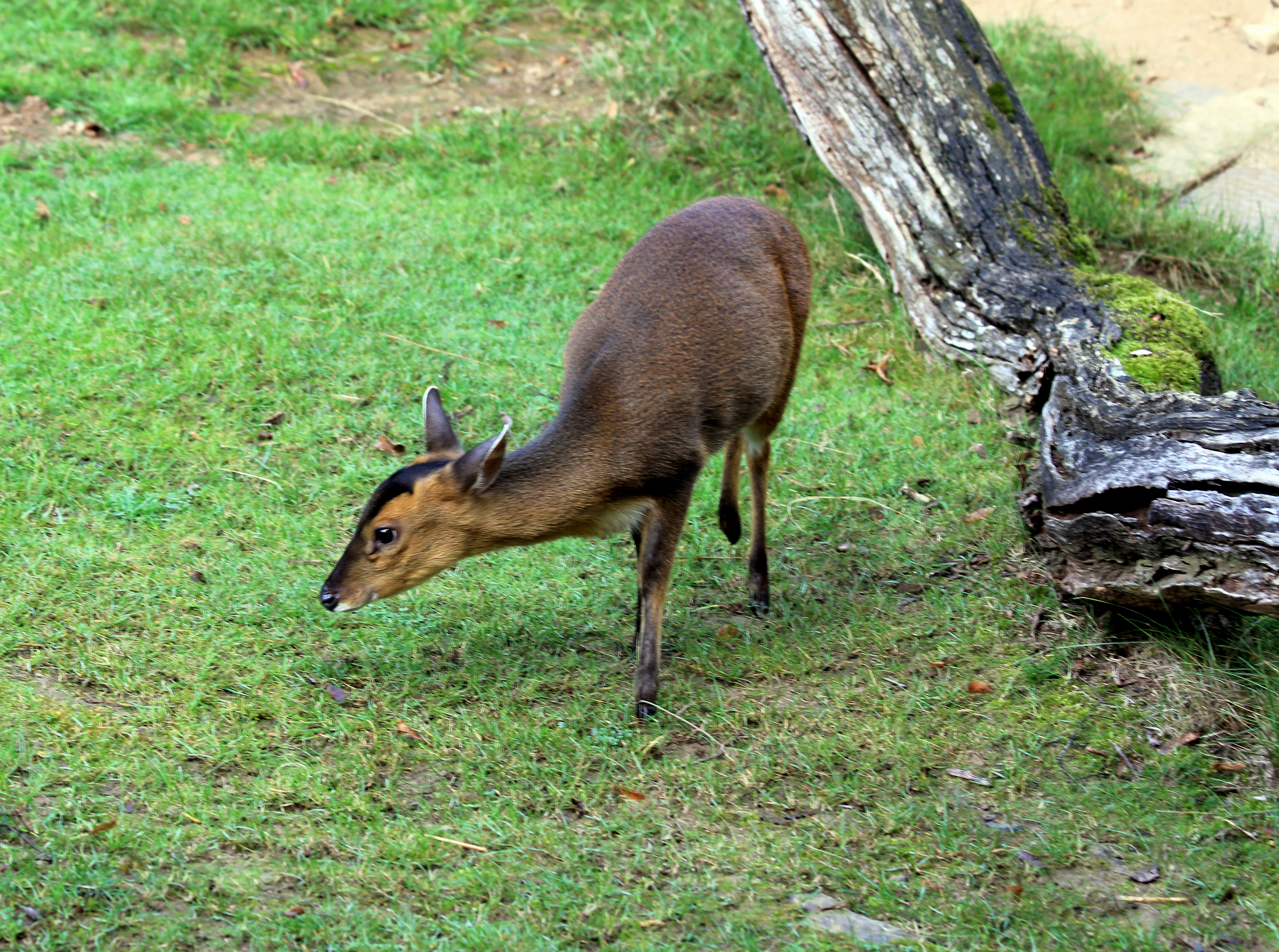
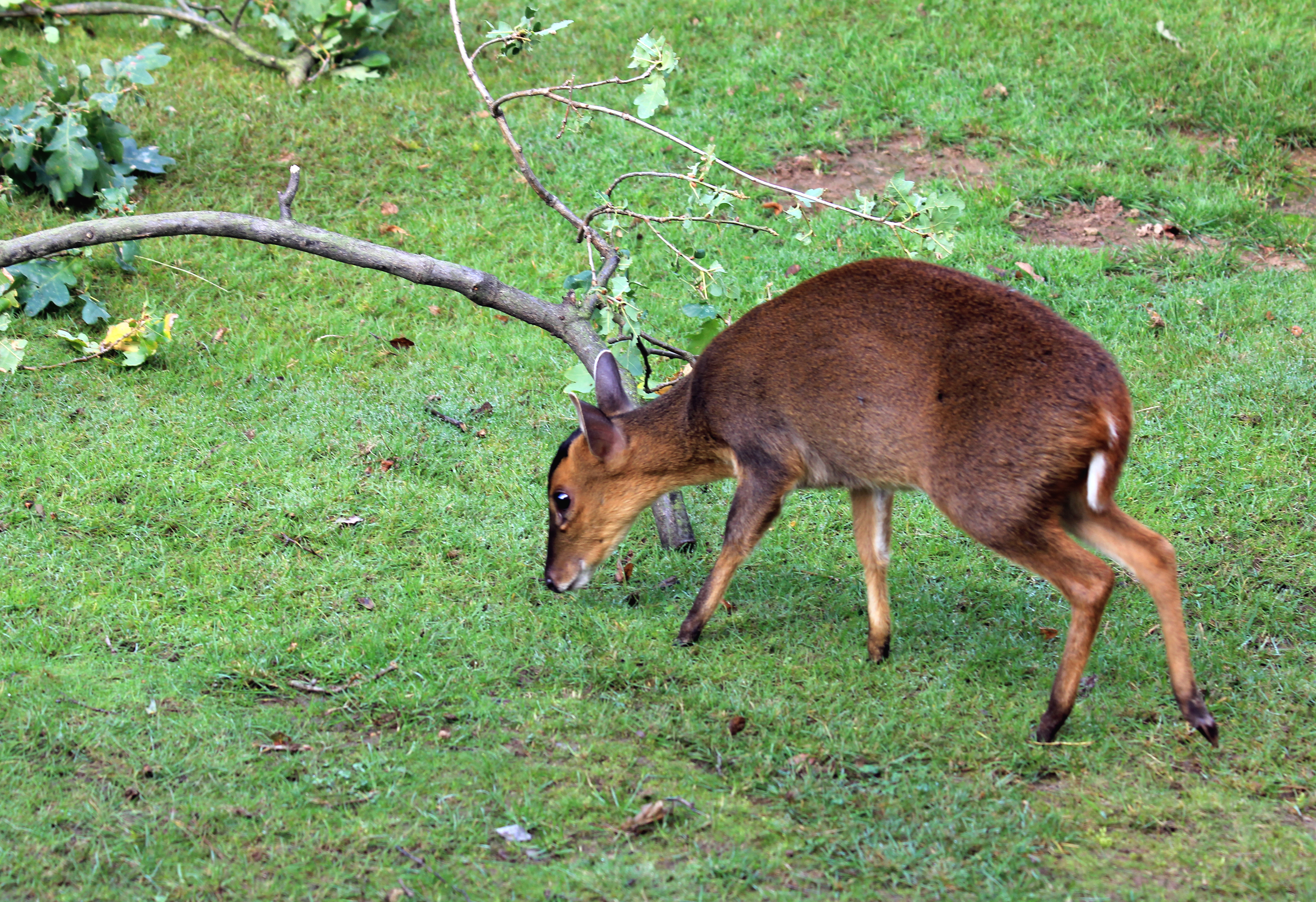
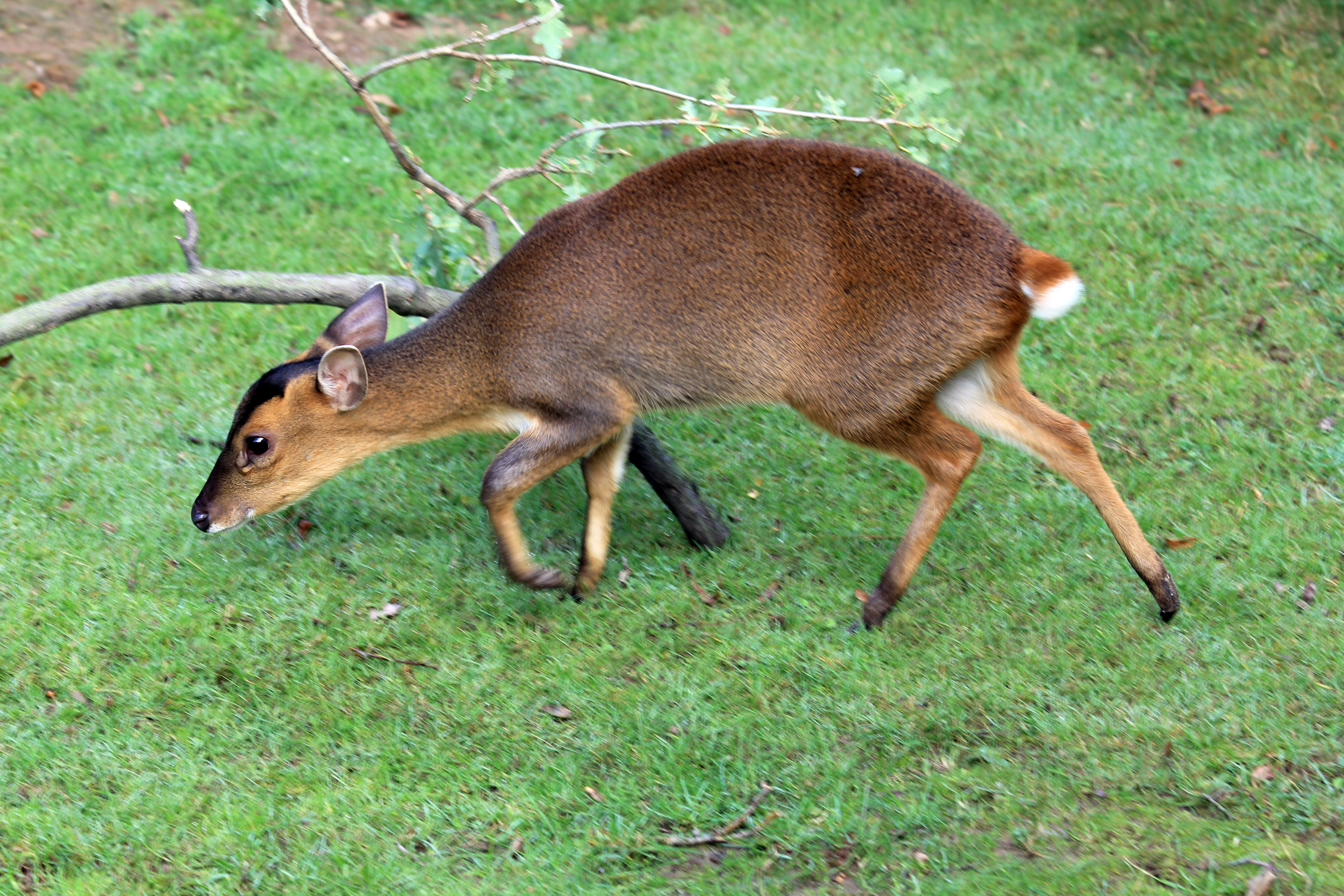
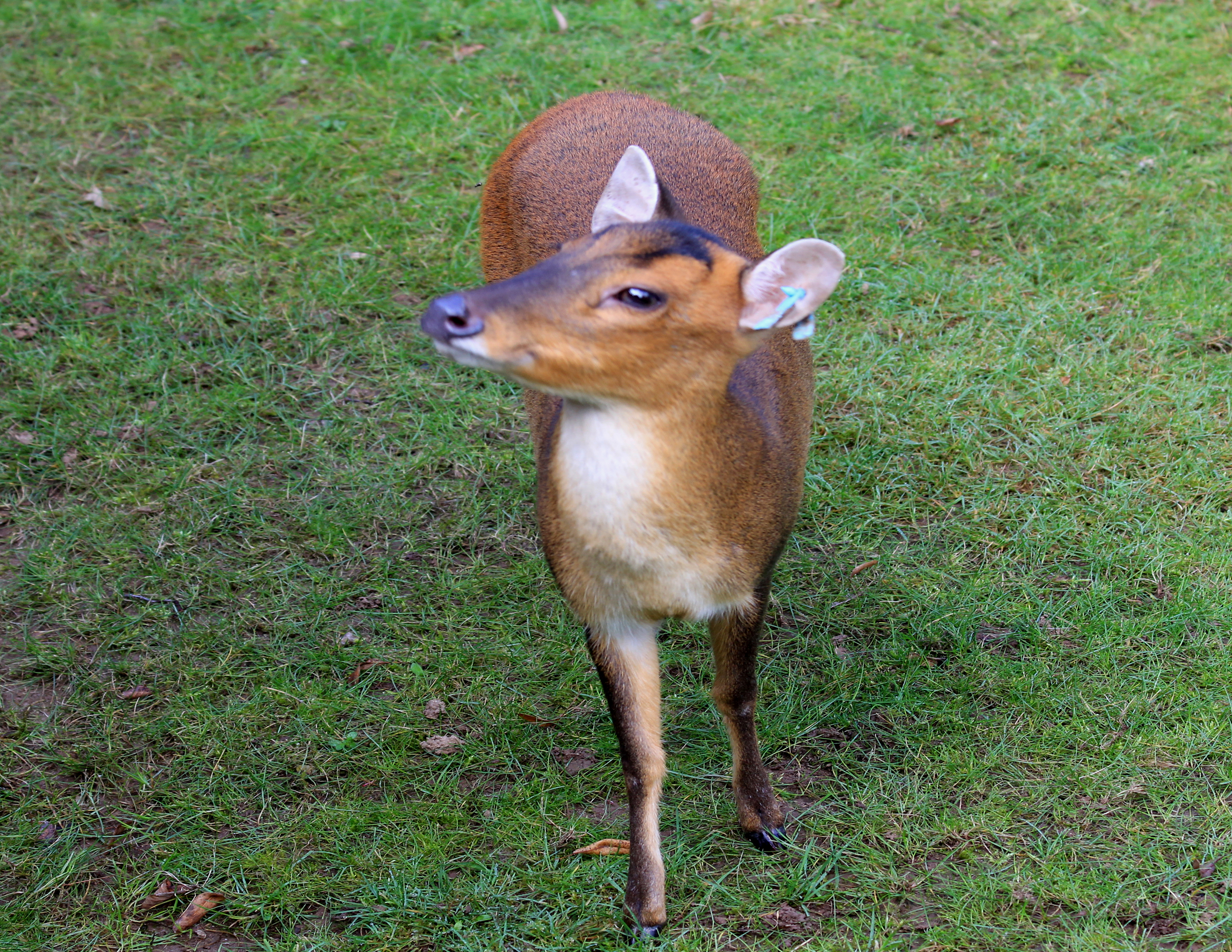
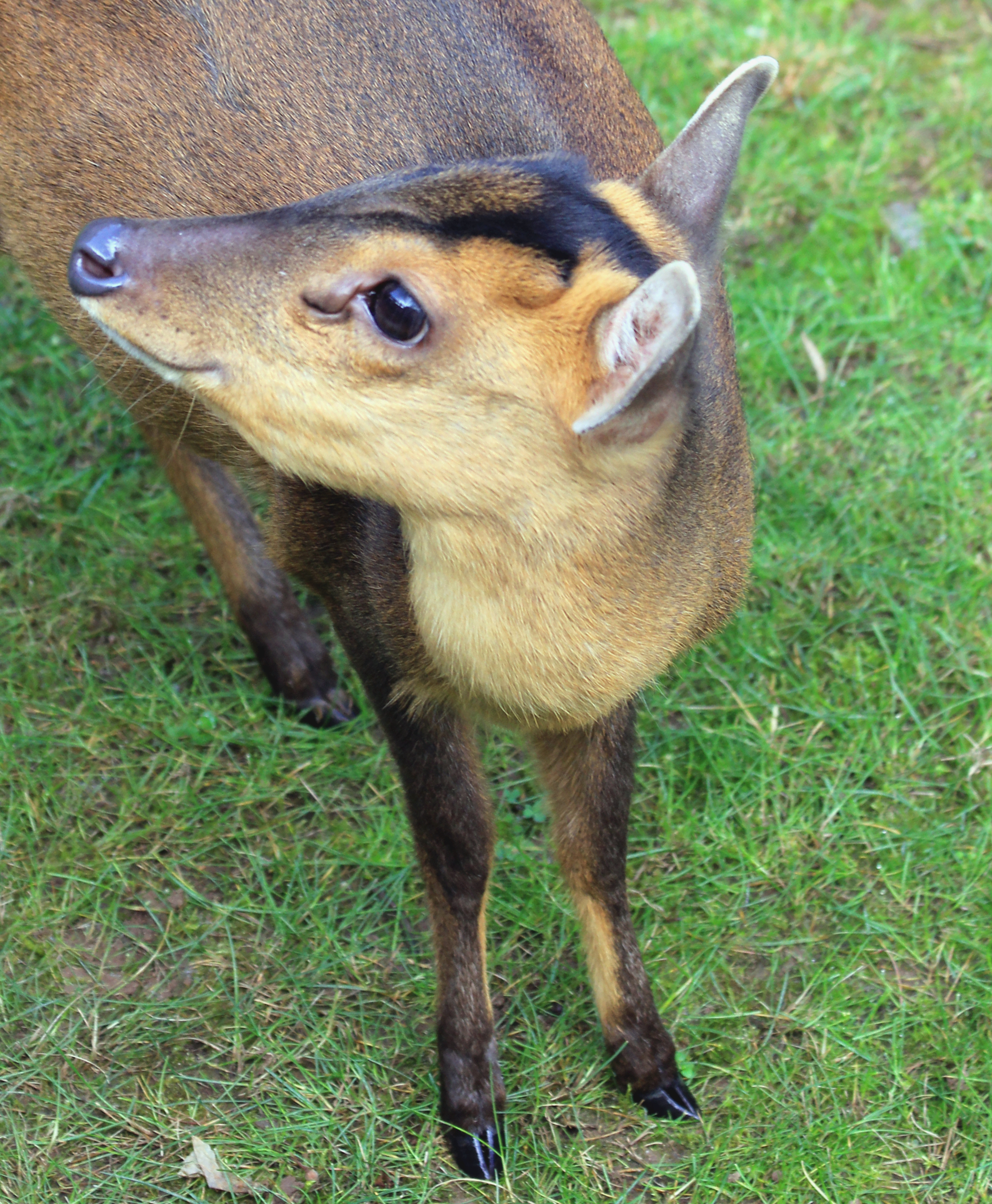
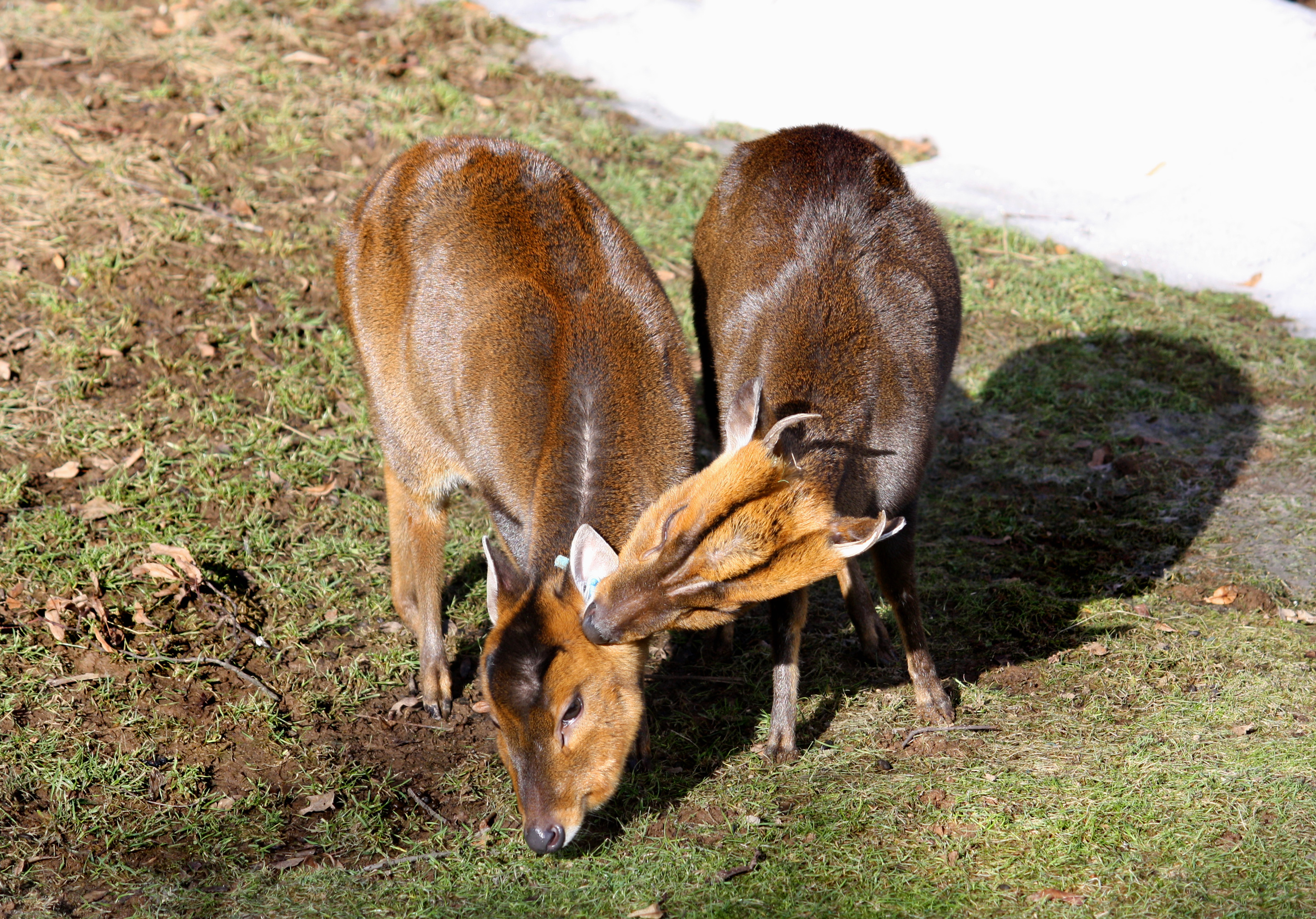
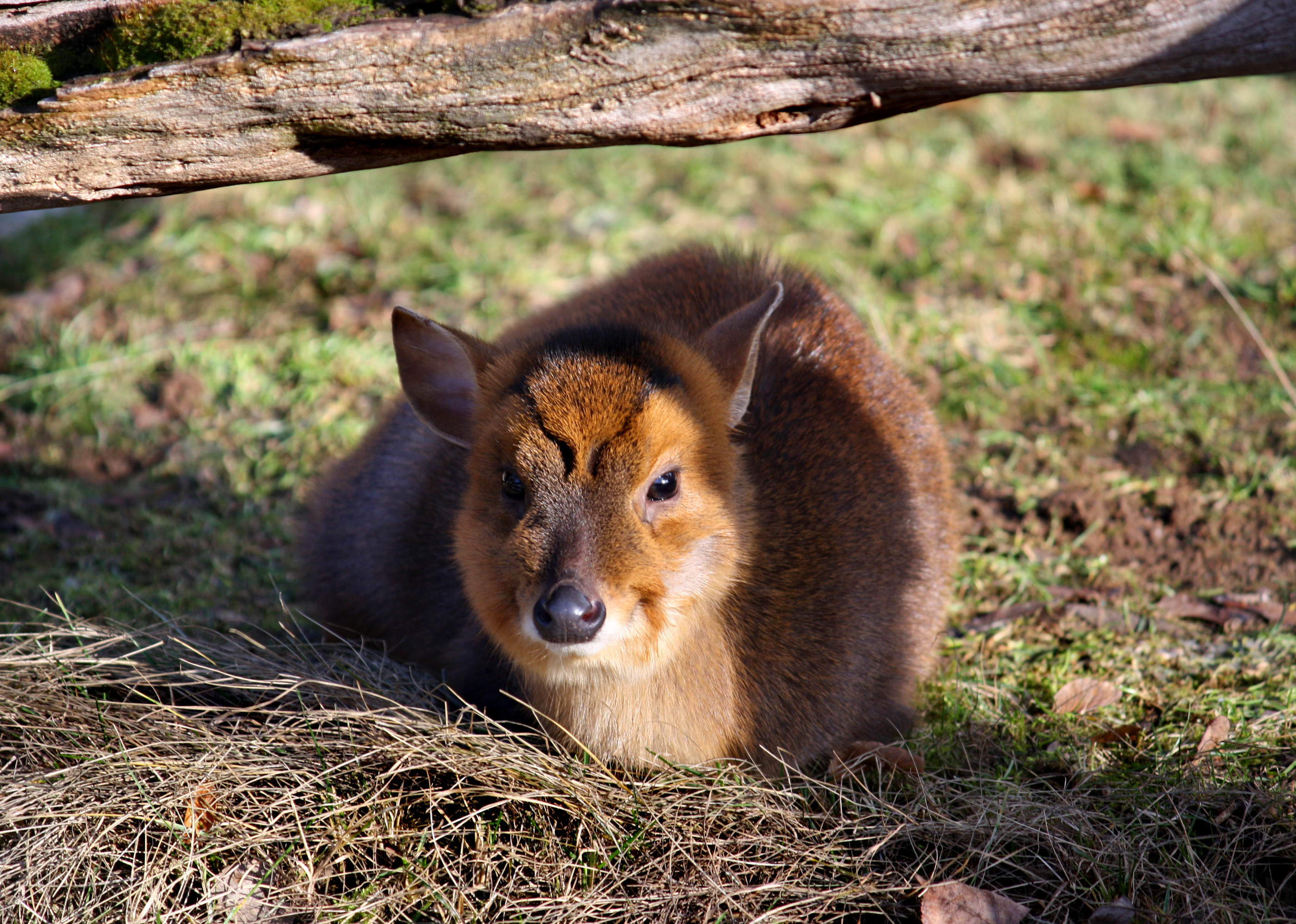